# Nebraska Wing Civil Air Patrol
A Nebraska Wing Civil Air Patrol (NEWG) é uma das 52 "alas" (50 estados, Porto Rico e Washington, D.C.) da "Civil Air Patrol" (a força auxiliar oficial da Força Aérea dos Estados Unidos) no Estado do Nebraska.
A sede da Nebraska Wing está localizada em Fremont, Nebraska.

A Nebraska Wing consiste em mais de 380 cadetes e membros adultos distribuídos em 14 locais espalhados por todo o Estado.

A ala de Nebraska é membro da Região Centro-Norte da CAP juntamente com as alas dos seguintes Estados: Iowa, Kansas, Minnesota, Missouri, North Dakota e South Dakota.

## Missão
A Civil Air Patrol tem três missões: fornecer serviços de emergência; oferecer programas de cadetes para jovens; e fornecer educação aeroespacial para membros da CAP e para o público em geral.

## Serviços de emergência
A CAP fornece ativamente serviços de emergência, incluindo operações de busca e salvamento e gestão de emergência, bem como auxilia na prestação de ajuda humanitária.

A CAP também fornece apoio à Força Aérea por meio da realização de transporte leve, suporte de comunicações e levantamentos de rotas de baixa altitude. A Civil Air Patrol também pode oferecer apoio a missões de combate às drogas.

## Programas de cadetes
A CAP oferece programas de cadetes para jovens de 12 a 21 anos, que incluem educação aeroespacial, treinamento de liderança, preparo físico e liderança moral para cadetes.

## Educação Aeroespacial
A CAP oferece educação aeroespacial para membros do CAP e para o público em geral. Cumprir o componente de educação da missão geral da CAP inclui treinar seus membros, oferecer workshops para jovens em todo o país por meio de escolas e fornecer educação por meio de eventos públicos de aviação.

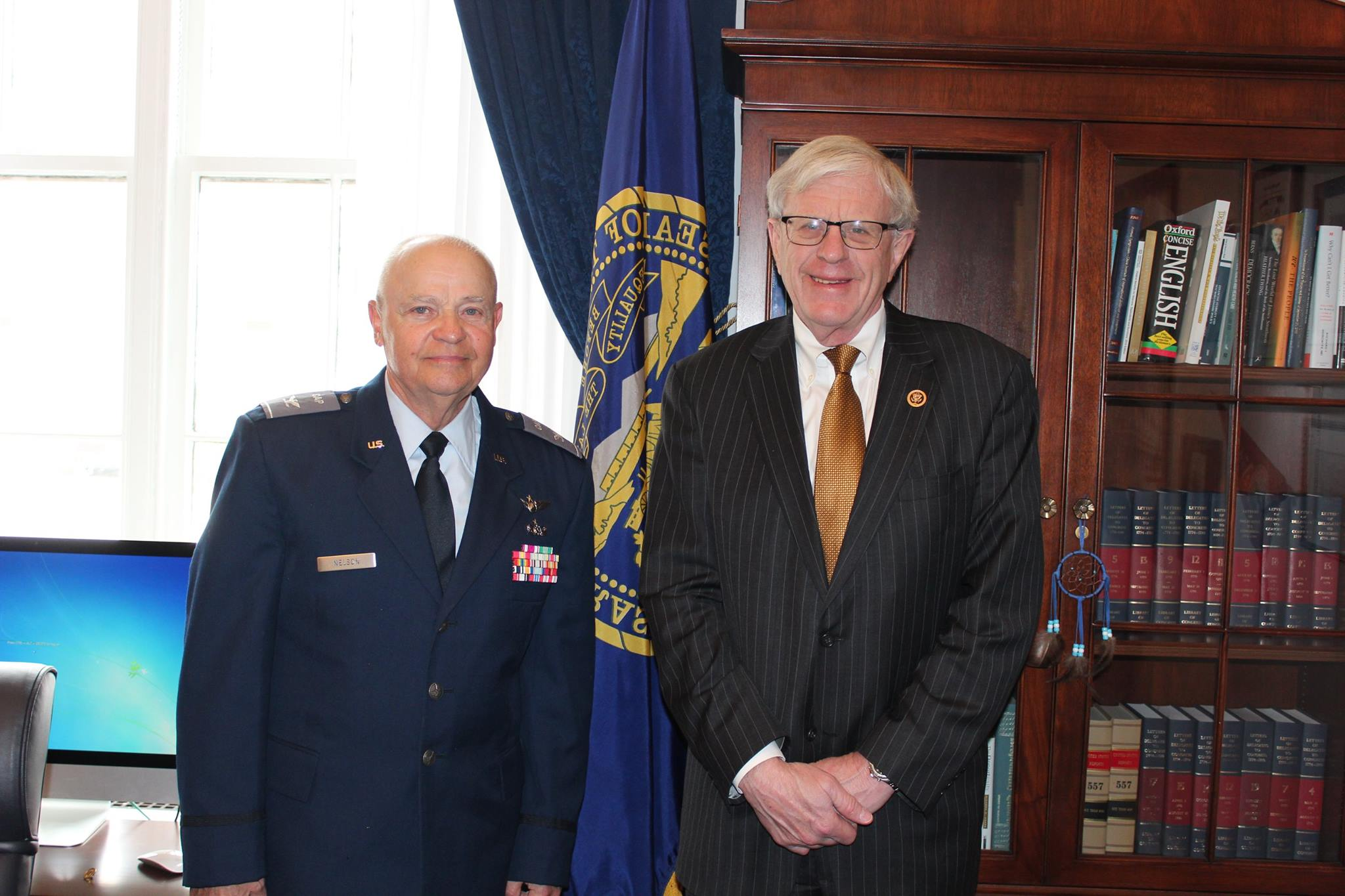
Comandante Darrell Nelson da Patrulha Aérea Civil da Ala Nebraska e congressista Brad Ashford.

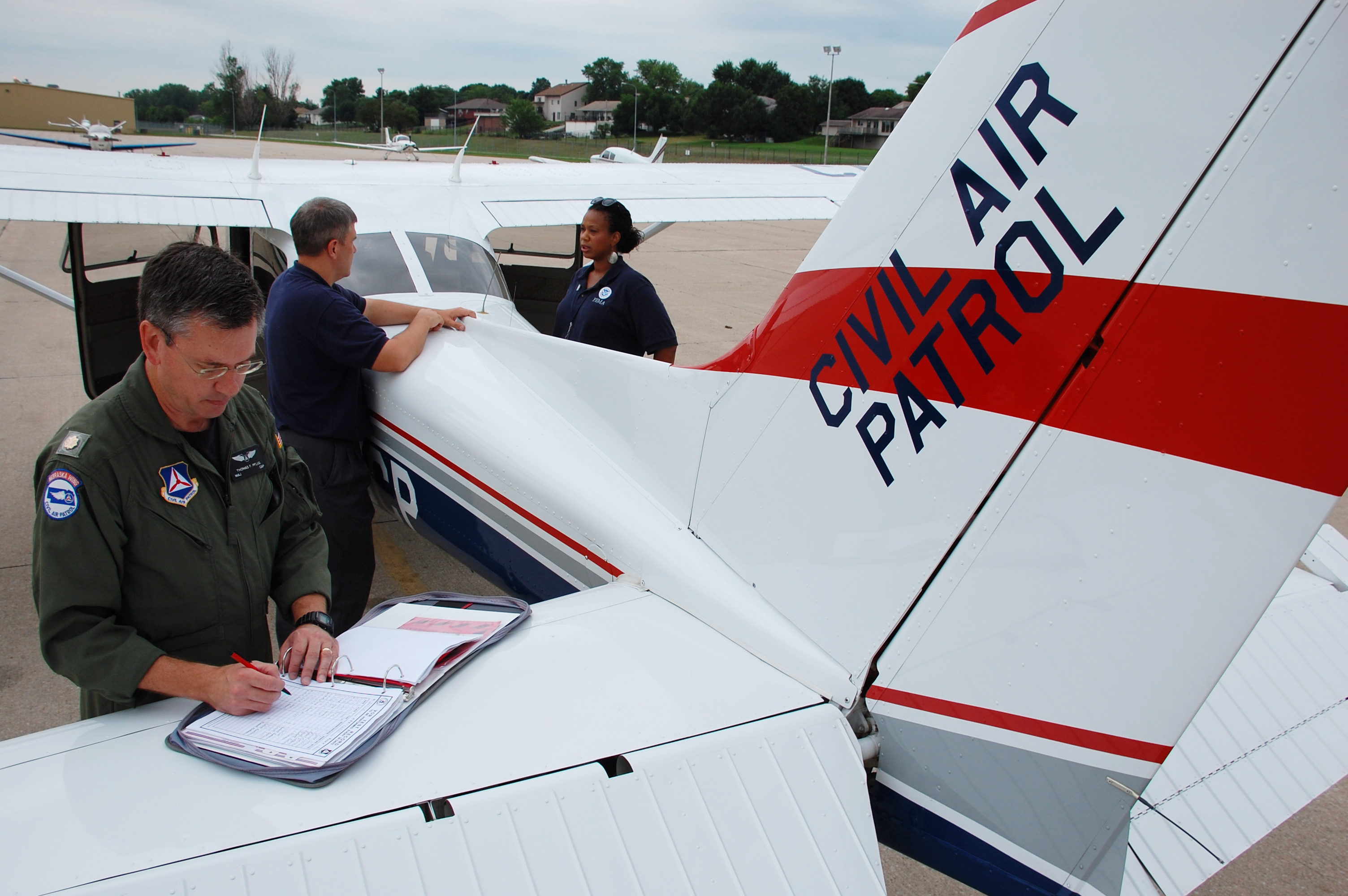
A Nebraska Wing auxilia os órgãos de defesa do Estado de Nebraska em várias frentes, incluindo aerofotografias para análise. Na foto, o piloto Tom Pflug, verifica seu registro de vôo enquanto o fotógrafo, Erich Deitenbeck, discute as oportunidades de fotos do dia com Natasha Wilkins da FEMA.

## Organização
| Designação | Nome do Esquadrão                              | Localização           |
| ---------- | ---------------------------------------------- | --------------------- |
| NE001      | Nebraska Wing Headquarters Squadron            | Fremont               |
| NE002      | General Curtis Lemay Offutt Composite Squadron | Offutt Air Force Base |
| NE004      | Columbus Composite Squadron                    | Columbus              |
| NE010      | Fremont Cadet Squadron                         | Fremont               |
| NE019      | Omaha Composite Squadron                       | Omaha                 |
| NE056      | Pine Ridge Composite Squadron                  | Hay Springs           |
| NE058      | 155th Composite Squadron                       | Lincoln               |
| NE068      | Capital City Senior Squadron                   | Lincoln               |
| NE073      | Sandhills Composite Squadron                   | Kilgore               |
| NE088      | Siouxland Composite Squadron                   | Sergeant Bluff        |
| NE089      | 99th Pursuit Composite Squadron                | Omaha                 |
| NE093      | Lee Bird Composite Squadron                    | North Platte          |
| NE094      | Tri Cities Composite Squadron                  | Grand Island          |
| NE800      | Burke High School Squadron                     | Omaha                 |